# Herman Karl von Keyserling

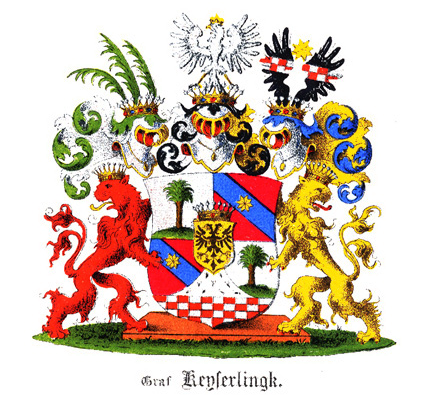
Herb Rodowy

Herman Karl von Keyserling (niem. Hermann-Karl Keyserlingk, ros. Герман Карл Кейзерлинг) (ur. 1697, zm. 30 września 1764 w Warszawie) – niemiecki hrabia, historyk i dyplomata pochodzenia kurlandzkiego w służbie Rosji. Rosyjski poseł nadzwyczajny i minister pełnomocny w Rzeczypospolitej w latach 1733–1744, 1749–1752 i 1762–1764, poseł w Prusach w latach 1746–1748 i w Austrii w 1749.
Jego nieślubnym synem był Karol de Perthées, nadworny geograf Stanisława Augusta Poniatowskiego.

## Życiorys

### 1733-1761
W latach 1733–1744 był posłem nadzwyczajnym w Polsce, następnie przeniesiony do Berlina (1746–1748) i Wiednia, gdzie był rok posłem (1749), po czym powrócił na poselstwo do Polski (1749-1752). W latach 1744 i ok. 1749 był nauczycielem logiki i matematyki Stanisława Augusta Poniatowskiego.
Jako wieloletni wysłannik do Polski, wyrobił sobie w Rzeczypospolitej liczne kontakty i grono współpracowników. Był podziwiany przez polską szlachtę za znakomitą znajomość łaciny i erudycję. W dobie wojen śląskich starał się przekonać Polaków do wystąpienia przeciw Prusom.
Keyserling był jednym z nielicznych Niemców bałtyckich, którzy przetrwali załamanie się pozycji kamaryli niemieckiej po tym, jak zmarła jej protektorka caryca Anna Iwanowna Romanowa (1740).
W roku 1751 został prezesem Rosyjskiej Akademii Nauk, którym pozostał do 1761 roku. W 1762 znów musiał wyjechać do Polski na placówkę dyplomatyczną.

### 1762-1764
W 1763 roku Czartoryscy próbowali zaskarbić sobie jego przychylność licznymi podarkami. W listopadzie 1763 schorowanemu dyplomacie przybył pomagać młody książę Nikołaj Repnin. Stanisław Poniatowski prosił Katarzynę II, by cofnęła lub skróciła misję Keyserlinga i na jego miejsce mianowała jego (Poniatowskiego) syna. Imperatorowa odmówiła. Stary Keyserling żył jeszcze blisko rok. Czartoryscy skłonili go do przymknięcia oczu na ograniczenie liberum veto w sprawach skarbowych.
Keyserling poparł zamach stanu Familii Czartoryskich i przeprowadził elekcję Stanisława Augusta Poniatowskiego na króla Polski w 1764. Zwycięscy w elekcji 1764 roku, stronnicy Poniatowskiego, Czartoryscy pozbawili hetmana Branickiego władzy nad wojskiem, czego Austriacy i Francuzi chcieli uniknąć, by zachować wpływy w Rzeczypospolitej. 7 czerwca 1764 ambasador Francji Antoine-René de Voyer de Paulmy, markiz d’Argenson oświadczył prymasowi, że wraca do Francji, ponieważ „w Polsce nastąpiło rozdwojenie, a on nie może przebywać w jednej jej części”. Prymas Władysław Aleksander Łubieński, który spodziewał się podobnych słów i któremu  Keyserling miał nakazać grać ostro, odpowiedział, że wobec tego nie uważa on już de Paulmy’ego za ambasadora. Skutkiem czego Francuzi zlikwidowali swą placówkę dyplomatyczną w Warszawie. 9 czerwca opuścił ją Paulmy, a 16 lipca Hennin i Monnet.  Na znak solidarności sojuszniczej, Warszawę opuścili także reprezentant Austrii – Florimont-Claude Mercy-Argenteau i Hiszpanii. Później kraje „systemu południowego” zwlekały z uznaniem Poniatowskiego.
13 kwietnia 1764 wobec zbrojnej interwencji Katarzyny II Jan Klemens Branicki i grupa przychylnych mu senatorów zażądała, by prymas Łubieński zwołał pospolite ruszenie, ten jednak odmówił. Wtedy grupa 14 senatorów przesłało pisma do dworów w Petersburgu i Berlinie wzywające do nieingerowania w sprawy polskie. Keyserling zdecydował się pisma nie przyjąć pod pozorem, że tytulatura imperatorowej jest w niej źle napisana, przyjęli ją natomiast poseł pruski Gédéon Benoît i król Fryderyk II, nie chcąc zrażać do końca tych, którzy widzieli oparcie dla Polski w Prusach. Poseł austriacki Florimont-Claude Mercy-Argenteau zachęcał Branickiego i jego stronników do konfederacji, lecz nie udało się ostatecznie jej zorganizować.
Keyserling zmarł 30 września 1764 w Warszawie.

## Uczony i meloman
Pozostawił wiele ciekawych opracowań w języku łacińskim m.in.
Historia critica comitiorum regni Poloniae generalium, a piasti principatu usque ad electionem Uladislai Jagellonis.
Niektóre jego dzieła wydano w przekładach francuskich: Recherches sur l’abrogation du droit d’elire un roi des Romains faussement imputee a l’Empereur Henri VI (1748)
W 1741 roku Johann Sebastian Bach zadedykował i wysłał temu miłośnikowi muzyki swe słynne „Wariacje Goldbergowskie”.

## Odznaczenia
Kawaler rosyjskich orderów św. Andrzeja i św. Aleksandra od 1753, a od 1758 holsztyńskiego Orderu św. Anny. W 1735 lub 1736 odznaczony polskim Orderem Orła Białego.